# Telecom 2A
Telecom 2A est le premier satellite de télécommunications de la deuxième génération lancé par France Télécom. Il a été lancé le 16 décembre 1991 depuis Kourou par le vol Ariane 4 v48.

## Descriptif
- Lancement : 16 décembre 1991
- Lanceur : Ariane 44L
- Orbite géostationnaire (36 000 km)
- Masse au lancement : 2 275 kg
- Fin de mission : octobre 2005

## Mission
Le satellite Télécom 2A fait partie d'une constellation de 4 satellites, avec Telecom 2B, Telecom 2C et Telecom 2D
Ces satellites ont la particularité d'être en copropriété : la DGA et France Telecom. En effet, ces satellites sont dotés de 3 charges utiles : 2 civiles et une militaire, d'où cette copropriété.
Ces trois charges utiles sont des répéteurs de télécommunications :
- une charge en bande C
- une charge en bande Ku
- une charge en bande X, propriété de la DGA et support du programme Syracuse II

## Liens
- Résumé du programme Telecom 2